# Josef Rieder
Josef „Josl“ Rieder (* 3. Dezember 1932 in Lermoos; † 15. Juni 2019) war ein österreichischer Skirennläufer und Arzt. In den 1950er Jahren feierte er zahlreiche Siege bei internationalen Rennen und wurde 1958 Weltmeister im Slalom.

## Biografie
Nach der Handelsschule besuchte Rieder die Hotelfachschule in Bad Hofgastein und begann erst relativ spät mit dem Skirennlauf. Im Winter 1952/53 startete er erstmals bei internationalen Rennen, im folgenden Jahr feierte er im Slalom von Gröden seinen ersten Sieg und erreichte bei anderen Rennen einige weitere Podestplätze. In der Saison 1954/55 gewann er Riesenslalom, Slalom und Kombination der 3-Tre-Rennen in Canazei, die Abfahrt in Cervinia und den Riesenslalom in Zakopane. Bei den berühmten Arlberg-Kandahar-Rennen in Mürren belegte er den zweiten Platz in der Abfahrt sowie den vierten Rang in der Kombination. Bei den wichtigen Abfahrten am Lauberhorn in Wengen und am Hahnenkamm in Kitzbühel wurde er jeweils Sechster.
Im Jänner 1956 gelang Rieder in der Lauberhornkombination mit jeweils Platz zwei in Abfahrt und Slalom sein bis zu diesem Zeitpunkt wichtigster Sieg, in Kitzbühel erreichte er Platz zwei in den Disziplinen Slalom und Kombination. Bei den Olympischen Winterspielen 1956 in Cortina d’Ampezzo war der Tiroler jedoch vom Pech verfolgt und schied sowohl im Slalom, wo er im ersten Durchgang zweimal stürzte, durch Disqualifikation, als auch in der Abfahrt (Aufgabe nach Sturz), aus. Im weiteren Saisonverlauf konnte er noch den 3-Tre-Slalom auf der Marmolata am 24. März (außerdem jeweils Rang 2 am 23. März sowie am 25. März in Canazei) und den Riesenslalom in Saalfelden gewinnen.
Im Winter 1957 wiederholte Rieder seinen Sieg in der Lauberhornkombination (außerdem Rang 3 im Slalom am 13. Januar) und gewann diesmal auch mit einem Sieg im Slalom und Platz drei in der Abfahrt die Hahnenkammkombination. Einige weitere Siege gelangen ihm bei den Nordamerikarennen: Beim »Quebec-Cup« in Mont-Tremblant gewann er zwei Abfahrten, den Slalom und die Kombination; bei den »Internationalen Skimeisterschaften der USA« in Stowe am 15./16. März gewann er den Slalom (dazu Rang 3 in der Abfahrt und Kombinations-Zweiter) und in Portland den Riesenslalom.
In einer Wertung der „Arbeiterzeitung Wien“ kam er, als «am gleichmäßigsten fahrend», im Gesamtklassement überraschend auf Platz eins. Anfang 1958 war er auch als Trainer für den ÖSV tätig, indem er zusammen mit Toni Sailer das Training des Frauenteams auf dem Pfriemesköpfl bei Innsbruck ausübte. Er siegte im Slalom am Lauberhorn (damit Rang 2 in der Kombination hinter Buddy Werner) und wurde am 18. Januar Zweiter in der Hahnenkamm-Abfahrt. In einem allerdings nicht aussagekräftigen Riesenslalom in Saalfelden am 26. Januar, der als «letzte» Weltmeisterschaftsvorbereitung galt, wurde er Dritter.

### Slalom-Weltmeister 1958
Bei den Weltmeisterschaften 1958 in Bad Gastein selbst feierte Rieder den größten Erfolg seiner Karriere: Mit Laufbestzeit im zweiten Durchgang sicherte er sich vor Toni Sailer und dem Japaner Chiharu Igaya, der nach dem ersten Lauf geführt hatte, den Weltmeistertitel im Slalom. Jeweils die Silbermedaille konnte er im Riesenslalom und in der Kombination gewinnen, beide Male nur geschlagen von Toni Sailer, der insgesamt drei Goldmedaillen errang und der große Star dieser WM war. Bei der Wahl zum «Österreichischen Sportler des Jahres 1958» belegte er mit 536 Punkten Rang 2 hinter Toni Sailer (634). In der Saison 1958/59 feierte Rieder im Riesenslalom auf der Zugspitze seinen letzten Sieg und zog sich allmählich aus dem Rennsport zurück.

### Trainertätigkeit
Nach seiner aktiven Karriere war der Tiroler einige Jahre als Trainer tätig und betreute bei den Olympischen Winterspielen 1960 die spanische Mannschaft. Anschließend wurde er Cheftrainer der österreichischen Skiherren, mit denen er bei den Weltmeisterschaften 1962 große Erfolge feierte. Eine besondere Ehre wurde ihm zuteil, als er bei den Olympischen Winterspielen 1964 das olympische Feuer im Innsbrucker Bergisel-Stadion entzünden durfte.
Ein schlimmes Erlebnis hatte er am 13. März 1968, als er gegen Mittag im Gemeindegebiet von Lermoos per Ski zu Freunden unterwegs war und von einer 30 m breiten Lawine erfasst wurde. Er verlor das Bewusstsein, konnte aber von Kameraden befreit werden.

## Erfolge

### Weltmeisterschaften
- Bad Gastein 1958:
  - 1. Slalom
  - 2. Riesenslalom
  - 2. Kombination
  - 8. Abfahrt

### Österreichische Meisterschaften
- Österreichischer Meister in der Abfahrt 1958 (ex aequo mit Karl Schranz) am 28. Februar und Rang 3 im Riesenslalom am 1. März[21][22]

### Weitere Platzierungen
- Rang 3 in der Abfahrt und 2 in der Kombination am 16./17. Januar 1954 bei den Montafon-Rennen in Schruns[23][24]
- Sieg Riesenslalom am 4. März 1956 beim »Wallberg-Schild« in Rottach-Egern[25]
- Sieg im Slalom und Rang 2 im Riesenslalom am Semmering am 6. Januar 1957 (beide Rennen am gleichen Tag)[26][27]
- Sieg im Slalom in Bad Wiessee am 13. Februar 1958[28]
- Rang 2 in der Abfahrt beim Kandahar-Rennen in St. Anton am Arlberg am 8. März 1958[29]
- Jeweils Rang 2 im Riesenslalom und Slalom bei den «Ätna»-Rennen[30]